# قلعه ملک
قلعه ملک یکی از روستاهای استان آذربایجان شرقی است که در دهستان اوچ‌هاچا بخش مرکزی شهرستان اهر واقع شده‌است.این روستا ۴۹ نفر جمعیت دارد.

## موقعیت جغرافیایی
قلعه ملک یکی از روستاهای استان آذربایجان شرقی است که در دهستان اوچ‌هاچا بخش مرکزی شهرستان اهر واقع شده‌است. این روستا در ۱۰ کیلومتری جاده اهر- کلیبر واقع است. از روستاهای اطراف قلعه ملک می‌توان به «شیرین دره»، «بینه»، «قورشاقلو» و «چاپان» اشاره کرد. چشمه ای تاریخی در وسط این روستا قرار دارد که به وسیله کندن قنات به داخل روستا هدایت شده‌است. قبلاً چشمهٔ دیگری نیز به نام «جقلی بلاخ» در نزدیکی روستا وجود داشته که که بنا به گفتهٔ اهالی آب آن بسیار زلال و گوارا بوده‌است. 

## افتخارات
از مشاهیر این روستا می‌توان به فضی بی اشاره کرد که قریب به سی سال است که به رحمت خدا رفته و در نزدیکی روستا همجوار با جاده کلیبر دارای قهوه‌خانه بوده که رهگذران زیادی از خدمات آنجا استفاده می‌کردند و عده ای از قدیمی‌ها این روستا را به نام او (فضی بی قفسی) می‌شناسند.
از دیگر افتخارات این روستا که چهره ای ملی دارد می‌توان قالالی قوربان را نام برد که علاقهٔ خاصی داشت که روستای شیرین دره را مورد عنایت و الطاف خود قرار دهد و در این زمینه با کمک یکی از اهالی روستای مذکور یک فایل صوتی تهیه کرده و در دسترس عموم قرار داده که محبوبیت خاصی نیز بین عام و خاص پیدا کرده‌است. از مراتع طبیعی این روستا می‌توان به «حتم یویولان»، «ایمیش»، «حاج باغر»، «اشه اوچان»، «شور دره» و … اشاره کرد.
""احمد جون هر کی دوست داری پاک نکن.""